# FIH Pro League masculina
|  | Per a altres significats, vegeu «Hockey Pro League». |

La FIH Pro League masculina (o Hockey Pro League) és una competició internacional de nacions d'hoquei herba masculí organitzada per la Federació Internacional d'Hoquei (FIH), que substitueix a la Lliga Mundial d'hoquei FIH masculina. La competició també serveix com a classificació per a la Copa del Món d'hoquei i els Jocs Olímpics.
La primera edició fou el 2019. Nou equips es van assegurar les seves places durant quatre anys.

## Format
Nou equips masculins i femenins competeixen en un torneig amb sistema de tots contra tots o lligueta amb partits a casa i fora, jugat d'octubre a juny, resultant guanyador l'equip que quedi primer. A partir del 2021-22, l'últim equip classificat al final de la temporada descendirà i serà substituït pel guanyador d'una nova competició anomenada Copa de Nacions FIH masculina (Men's FIH Nations Cup).

## Equips
El juliol de 2017, l'Índia va decidir retirar les seleccions nacionals masculines i femenines de la competició, ja que estimaven que les possibilitats de classificar-se per als Jocs Olímpics d'estiu eren més altes participant a la FIH Hockey World League. L'Índia també va citar la falta de claredat en el sistema de classificació. Posteriorment, la FIH va convidar-hi Espanya en lloc seu. El Pakistan va ser suspès el 23 de gener de 2019 després de no poder jugar els seus tres primers partits. L'Índia es va unir finalment a la Pro League a partir del 2020. El 17 de setembre de 2021, Nova Zelanda i Austràlia es van retirar de la temporada 2021-22 a causa de la pandèmia de la COVID-19 i de les restriccions de viatge que s'hi acompanyaven.

### Equips actuals (2022-23)
- Alemanya
- Gran Bretanya
- Argentina
- Austràlia
- Bèlgica
- Espanya
- Índia
- Països Baixos
- Nova Zelanda

### Participants anteriors
- Pakistan (suspès el 2019)
- Canadà (substituint Nova Zelanda el 2021-22)
- França (substituint Canadà el 2021-22)
- Sud-àfrica (substituint Austràlia el 2021-22)

## Resultats

### 2019
| 2019 | Amstelveen, Països Baixos | Austràlia | 3–2 | Bèlgica | Països Baixos | 5–3 | Gran Bretanya | 8 |

### 2020-actualitat
| 2020-21 | Bèlgica       | Austràlia | Alemanya | Índia    | 9 |
| 2021–22 | Països Baixos | Bèlgica   | Índia    | Alemanya | 9 |
| 2022–23 |               |           |          |          | 9 |

### Palmarès
| Equip         | Guanyadors  | Subcampions       | Tercer lloc | Quart lloc  |
| ------------- | ----------- | ----------------- | ----------- | ----------- |
| Bèlgica       | 1 (2020-21) | 2 (2019, 2021–22) |             |             |
| Austràlia     | 1 (2019)    | 1 (2020-21)       |             |             |
| Països Baixos | 1 (2021–22) |                   | 1 (2019)    |             |
| Alemanya      |             |                   | 1 (2020-21) | 1 (2021–22) |
| Índia         |             |                   | 1 (2021–22) | 1 (2020-21) |
| Gran Bretanya |             |                   |             | 1 (2019)    |

### Participacions per equip
Q = Qualificat
Ret = Retirat
Desq = Desqualificat
| Equip         | 2019       | 2020-21    | 2021–22 | 2022–23    | 2023–24    | Total |
| ------------- | ---------- | ---------- | ------- | ---------- | ---------- | ----- |
| Alemanya      | 6è         | 3r         | 4t      | Q          |            | 4     |
| Anglaterra    | Part de GB | Part de GB | 6è      | Part de GB | Part de GB | 4     |
| Argentina     | 5è         | 7è         | 5è      | Q          |            | 4     |
| Austràlia     | 1r         | 2n         | Ret     | Q          |            | 3     |
| Bèlgica       | 2n         | 1r         | 2n      | Q          |            | 4     |
| Canadà        | –          | –          | Ret     | –          |            | 0     |
| Espanya       | 7è         | 9è         | 7è      | Q          |            | 4     |
| França        | –          | –          | 8è      | –          |            | 1     |
| Gran Bretanya | 4t         | 6è         | –       | Q          |            | 3     |
| Índia         | –          | 4t         | 3r      | Q          |            | 3     |
| Nova Zelanda  | 8è         | 8è         | Ret     | Q          |            | 3     |
| Països Baixos | 3r         | 5è         | 1r      | Q          |            | 4     |
| Pakistan      | Desq       | –          | –       | –          |            | 0     |
| Sud-àfrica    | –          | –          | 9è      | –          | Q          | 2     |
| Total         | 8          | 9          | 9       | 9          | 9          |       |